# Episodi di Henry Danger (quarta stagione)
La quarta stagione della serie televisiva Henry Danger è andata in onda negli Stati Uniti d'America dal 21 ottobre 2017 al 20 ottobre 2018.
In Italia la stagione è stata trasmessa su Nickelodeon dal 26 febbraio 2018 con l'episodio speciale Danger Games, per poi continuare il 1º marzo 2018 con il primo episodio. 
| n° | Codice di prod. | Titolo originale         | Titolo italiano                   | Prima TV USA      | Prima TV Italia  |
| -- | --------------- | ------------------------ | --------------------------------- | ----------------- | ---------------- |
| 1  | 404             | Sick & Wired             | Malato e spiato                   | 21 ottobre 2017   | 1º marzo 2018    |
| 2  | 405             | Brawl In The Hall        | Sfida nei corridoi                | 4 novembre 2017   | 2 marzo 2018     |
| 3  | 406             | The Rock Box Dump        | Riflessi superveloci              | 11 novembre 2017  | 5 marzo 2018     |
| 4  | 401             | Danger Games             | Danger Games (prima parte)        | 25 novembre 2017  | 26 febbraio 2018 |
| 5  | 402             | Danger Games             | Danger Games (seconda parte)      | 25 novembre 2017  | 27 febbraio 2018 |
| 6  | 403             | Danger Games             | Danger Games (terza parte)        | 25 novembre 2017  | 28 febbraio 2018 |
| 7  | 411             | Toon In For Danger       | Il cartone animato                | 15 gennaio 2018   | 21 maggio 2018   |
| 8  | 418             | Meet Cute Crush          | Incontri casuali                  | 10 febbraio 2018  | 18 luglio 2018   |
| 9  | 407             | Back To The Danger       | Viaggio nel tempo (prima parte)   | 24 marzo 2018     | 18 luglio 2018   |
| 10 | 408             | Back To The Danger       | Viaggio nel tempo (seconda parte) | 31 marzo 2018     | 18 luglio 2018   |
| 11 | 410             | Budget Cuts              | Tagli al budget                   | 7 aprile 2018     | 18 luglio 2018   |
| 12 | 417             | Diamonds Are For Heather | Un diamante è per... Heather      | 14 aprile 2018    | 18 luglio 2018   |
| 13 | 412             | Car Trek                 | Viaggio di compleanno             | 28 aprile 2018    | 18 luglio 2018   |
| 14 | 416             | Toddler Invasion         | L'invasione di Toddler            | 5 maggio 2018     | 8 novembre 2018  |
| 15 | 420             | Captain Man-kini         | Captain Man-Kini                  | 12 maggio 2018    | 12 novembre 2018 |
| 16 | 414             | Saturday Night Lies      | Le bugie del sabato sera          | 19 maggio 2018    | 6 novembre 2018  |
| 17 | 415             | Henry's Frittle Problem  | Un trasloco da evitare            | 22 settembre 2018 | 7 novembre 2018  |
| 18 | 419             | Spelling Bee Hard        | Una prova davvero difficile       | 29 settembre 2018 | 9 novembre 2018  |
| 19 | 422             | Up the Stairs!           | Su per le scale!                  | 6 ottobre 2018    | 13 novembre 2018 |
| 20 | 502             | Danger Things            | Danger Things                     | 8 ottobre 2018    | 16 ottobre 2019  |
| 21 | 409             | Rubber Duck              | Papera di gomma                   | 13 ottobre 2018   | 5 novembre 2018  |
| 22 | 501             | Flabber Gassed           | Il gas afflosciante               | 20 ottobre 2018   | 4 marzo 2019     |

## Malato e spiato
- Titolo originale: Sick & Wired
- Diretto da: Adam Weissman
- Scritto da: Dan Schneider e Hayes Jackson

### Trama
Henry sta male, ma Ray non gli crede. Bloccando Charlotte nel tubo per far sì che non avverta Henry, Ray chiama Schowz e gli dice di piazzare delle telecamere in casa del ragazzo. Non contento, chiede a Jasper di dare appuntamento ad Henry in un pub, dove sarà munito di microfono e ci sarà anche lui in incognito, in modo tale da far confessare ad Henry di aver mentito e di stare bene. Dopo che i due sono andati via, Charlotte riesce a farsi liberare da Schowhz e avverte Henry, che decide di fare uno scherzo a Ray. Arrivato al pub Henry, che sa della presenza di Ray e che Jasper ha un microfono sotto la camicia, dice al suo amico che ha finto per tutto il tempo e che sta lavorando con il dottor Miniak per eliminare Capitan Man. Se Jasper crede a tutto quello che gli dice, Ray capisce che si tratta di uno scherzo ed esce allo scoperto. Henry cerca di far capire a Ray che stesse dicendo la verità sul suo stato di salute e che stesse veramente male, anche in quel momento, ma Ray continua a non credergli, fino a quando Henry finisce per vomitargli addosso la zuppa che Ray aveva scambiato per Chili.

## Sfida nei corridoi
- Titolo originale: Brawl In The Hall
- Diretto da: Steve Hoefer
- Scritto da: Dan Schneider e Dave Malkoff

### Trama
Charlotte ride per Bish (una ragazzina difficile) così quest'ultima decide fare una lotta per darle una lezione, ma prima di questo Charlotte le chiede se c'è un motivo per cui fa così. Dopo avergli risposto lei la capisce e diventano amiche, ma dopo Henry e Ray nei panni di Capitan Man e Kid Danger pensando che l'amica non c'è l'avrebbe fatta fanno in modo che Bish venga arrestata.

## Riflessi superveloci
- Titolo originale: The Rock Box Dump
- Diretto da: Russ Reinsel
- Scritto da: Dan Schneider e Samantha Martin

### Trama
Capitan Man annuncia che Kid Danger ha l'ipermotilità e tutti credono che sia una malattia gravissima. Così, per sacrificarsi a nome di Kid, fanno una raccolta fondi per nulla perché in realtà ha soltanto un "normalissimo" super potere.

## Danger Games (prima, seconda e terza parte)
- Titolo originale: Danger Games
- Diretto da: Steve Hoefer
- Scritto da: Dan Schneider, Christopher J. Nowak e Jake Farrow

### Trama
Prima parte:
La Game Shakers deve trovare una postazione per lavorare meglio perché nello studio di New York hanno troppe distrazioni, così trovano la casa di Henry Hart come postazione di lavoro grazie a Piper. Nel frattempo Capitan Man e Kid Danger sconfiggono e umiliano per l'ennesima volta il Dottor Miniak, che viene deriso anche dall'infermiera Colt.
Seconda parte:
I ragazzi arrivano e i genitori di Henry e Piper vengono mandati allo Stace Hotel. Dopo poco tempo Ray scopre, grazie ad Henry, che i ragazzini sono i creatori del loro videogioco preferito e, con una delle sue trovate, Capitan Man consiglia ai ragazzi di fare un videogioco sui due. Sfortunatamente, poco tempo dopo, Hudson mangia la gomma speciale di Henry, trasformandosi in Kid Danger. Henry non sapendo cosa dire perché avevano scoperto il suo segreto, li fa addormentare portandoli poi alla Man-Caverna, dicendolo a Capitan Man, che vuole cancellare la memoria dei ragazzi della Game Shakers.
Terza parte:
Quando i ragazzi si svegliano riescono a convincere Capitan Man a non cancellare loro la memoria, poiché senza i loro ricordi non avrebbero potuto creare il videogioco su di lui, così Capitan Man accetta dopo aver ascoltato le idee sul videogame che avevano in mente. Alla fine il padre di Trip, Double G, fa un concerto e il dottor Minyak cerca di rovinarlo, ma Ray e Henry con l'aiuto di Charlotte e della Game Shakers riescono a sconfiggerlo con il suo stesso gadget, che aveva come scopo quello di modificare la voce del cantante, rendendola incomprensibile e quindi distruggendo la carriera di Double G. Per festeggiare cantano tutti insieme la canzone del concerto di Double G, mentre Miniak con la voce terribile si dispera.

## Il cartone animato
- Titolo originale: Toon In For Danger
- Diretto da: Steve Hoefer
- Scritto da: Dan Schneider e Samantha Martin

### Trama
Piper sta organizzando una serata a casa sua per far vedere il primo episodio della serie animata: Le avventure di Kid Danger. Mentre Henry , ray , Charlotte,  jasper e Schwoz riescono a vedere il primo episodio, lo odiano e henry e ray decidono di rifarlo durante la notte. Presto si rendono conto che è più facile del previsto scrivere un buon copione, ma poi dovranno renderlo un cartone. Shaun White è uno degli ospiti che vogliono guardare la prima del cartone.
- Guest star: Shaun White (se stesso)

## Incontri casuali
- Titolo originale: Meet Cute Crush
- Diretto da: Russ Reinsel
- Scritto da: Dan Schneider e Joe Sullivan

### Trama
Piper si è innamorata di un ragazzo che è appena arrivato nella sua scuola. Lei è decisa a fare come nei film, un incontro-scontro facendosi aiutare da Henry.

## Viaggio nel tempo (prima e seconda parte)
- Titolo originale: Back To The Danger (part 1 & 2)
- Diretto da: David Kendall
- Scritto da: Dan Schneider e Andrew Thomas (prima parte); Dan Schneider e Joe Sullivan (seconda parte)

### Trama
Prima parte: henry vede il video di quando ha squalaciato Drex e e proprio vicino a drex ancora immobilizzato con il macchinario di Schwoz A Swellview viene staccata la corrente per qualche secondo e visto che è assente Drex si risveglia dal marchingegno di Schwoz. Egli così viaggia nel tempo, esattamente nel 1989. Henry e Ray lo inseguono e quest'ultimo capisce che è il giorno "PORTA TUO FIGLIO AL LAVORO" e lui in quello stesso giorno diventa indistruttibile. Perciò Drex vuole impedire che diventi Capitan Man. I nostri eroi intanto incontrano Schwoz da giovane.
Seconda parte: 
Drex impedisce al Ray bambino di diventare indistruttibile, e ci diventa al suo posto. Intanto Schwoz, Jasper e Charlotte vanno a prendere una bambola di Piper (piena di zeridio perché jusper ha detto che le bambole gloyzoi si illuminavamo per via dello zeridio ma c'era in giro ancora una la bambola gloizoy di Piper. Il governo cerco di prenderla ma lei l'ha seppellita in giardino) per riparare la macchina del tempo, che si è rotta dopo che l'hanno usata Drex, Ray e Henry. Riportano i due amici nel presente, poi li rimandano nel passato e sistemano le cose, il piccolo Ray diventa indistruttibile e alla fine Drex, Henry e Ray ritornano nel presente, solo che Drex rimane bloccato nello spazio-tempo. Anche se Drex rimane indistruttibile, lo mandano nella preistoria, 100 milioni di anni fa. Alla fine la macchina del tempo sta per esplodere, ma Charlotte stacca la spina.

## Tagli al budget
- Titolo originale: Budget Cuts
- Diretto da: Nathan Kress
- Scritto da: Dan Schneider e Dave Malkoff

### Trama
Il vicesindaco di Swellview decide di tagliare il budget a tutti i supereroi del 90% perché si deve costruire la ferrovia a super velocità. Capitan Man e Henry si trovano così a pagare snack della man caverna,pagare anche il proprio bagno, chiedere soldi a alle persone salvate , mangiare cibo scaduto  , non acendere il condizionatore e non chiamare la protezione animali per portare via animali coinvolti nelle  missioni e portarli nella man caverna come un alligatore che era in una sabbiera per bambini, ma cercheranno di risistemare tutto.

## Un diamante è per... Heather
- Titolo originale: Diamonds Are For Heather
- Diretto da: Nathan Kress
- Scritto da: Dan Schneider e Andrew Thomas

### Trama
Kid Danger e Capitan Man devono fare da guardia al Diamante del Nilo ma Heather fa in modo che non si accorgono che lei lo rubi.

## Viaggio di compleanno
- Titolo originale: Car Trek
- Diretto da: Nathan Kress
- Scritto da: Dan Schneider e Andrew Thomas

### Trama
Henry, Ray, Jasper e Schwoz organizzano una sorpresa a Charlotte: andare a vedere il concerto dei Boo Man Group uno spettacolo di giocolieri vestiti da fantasmi, ma con gli incidenti durante la strada si ritarda per andare al concerto piper vuole le chiavi da henry per via che il loro padre sotto nesstesia si e mangiato le chiavi di casa di piper e un pazzo al fred loster prende degli ostaggi e poi rapisce la mascotte del ristorante.

## L'invasione di Toddler
- Titolo originale: Toodler Invasion
- Diretto da: Mike Caron
- Scritto da: Dan Schneider e Samantha Martin

### Trama
Toodler riesce ad entrare nella Man-Caverna grazie ad un cesto regalo e lui immobilizza Kid Danger e Capitan Man. Vuole bere il sudore di Capitan Man per diventare indistruttibile per 45 minuti e rinchiude Schowz in ascensore. Jasper e Charlotte sono al Junk-n-Stuff e passano dal condotto dell'aria per arrivare alla Man Caverna. Schwoz riesce a liberarsi dall'ascensore, sconfigge Toddler, che aveva bevuto il sudore di Capitan Man ed era diventato indistruttibile. Dopo che passarono i 45 minuti però, Schwoz era ancora indistruttibile perché bevette dopo il sudore di Ray. Allora sconfisse Toddler e liberò Ray ed Henry.

## Captain Man-Kini
- Titolo originale: Captain Man-Kini
- Diretto da: Steve Hoefer
- Scritto da: Dan Schneider e Hayes Jackson

### Trama
Capitan Man fa evadere Goomer e Frankini perché ha bisogno di combattere contro Go-Bro, un vecchio amico di Frankini che ha catturato una innocente 90enne e la vuole buttare giù per un monte su una slitta. Così Capitan Man, grazie a Schwoz, riesce a scambiarsi il corpo con Frankini.

## Le bugie del sabato sera
- Titolo originale: Saturday Night Lies
- Diretto da: Adam Weissman
- Scritto da: Dan Schneider e Hayes Jackson

### Trama
Al Junk & Stuff arriva Lacey, l'ex ragazza di Ray, con suo marito Roger e Ray si ingelosisce per questo dice di essere un inventore e di aver adottato Henry, Charlotte e Jasper poi Schwoz fa vedere a ray , henry, Charlotte la sua nuova macchina del teletrasporto (una versione migliorata di quella di quella vista in una macchina da urlo) così gestiscono la cena a casa di Henry e bloccando la famiglia sulla metropolitana tutti ci sono alla cena (trane jusper perché Schwoz aveva teletrasporto il divano della Man caverna al junk the stuff e schiacciando la sua gamba) poi ray mostra la macchina del teletrasporto quando jusper arriva con la gamba schiacciata roger e Lacey tentano di teletrasportarsi insieme ma non stante gli avvertimenti i due diventano una cosa sola e lasciandoli alla sinagoga. 

## Un trasloco da evitare
- Titolo originale: Henry's Frittle Problem
- Diretto da: Allison Scagliotti
- Scritto da: Dan Schneider e Dave Malkoff

### Trama
La famiglia di Henry si deve trasferire a Bordertown perché il padre di Henry deve lavorare alla nuova fabbrica di patatine Frittle, anche se Piper, Henry e gli altri non vogliono.

## Una prova davvero difficile
- Titolo originale: Spelling Bee Hard
- Diretto da: Russ Reinsel
- Scritto da: Dan Schneider e Christopher J. Nowak

### Trama
Capitan Man vuole sfidare il dottor Miniak in una gara di Spelling, ma, visto che lui è incapace, Henry, Jasper e Schowz gli danno una mano utilizzando il cibo. Intanto Charlotte fa la stessa gara di Ray.

## Su per le scale!
- Titolo originale: Up the Stairs!
- Diretto da: Adam Weissman
- Scritto da: Dan Schneider, Ben Adams e Sam Becker

### Trama
Jasper incontra lo chef televisivo Morgan Maykei; e Ray, Henry, Schowz e Charlotte lo vorrebbero vedere, ma a causa dell'aggiornamento dei tubi e dell'ascensore devono salire al Junk-N-Stuff con le scale proseguendo per 242 piani. Allora decidono di fare una sfida al primo che arriva in cima, ma Charlotte non va per le scale e rimane giù alla man cave e schowz dopo il 114º piano non va più avanti, lasciando la sfida a Ray e Henry.

## Danger Things
- Titolo originale: Danger Things
- Diretto da: David Kendall
- Scritto da: Jake Farrow

### Trama
Quando Piper viene catturata da una creatura di un'altra dimensione, nella notte di Halloween, Captain Man e Kid Danger devono salvarla dalla società scientifica malvagia nota come Evil Science Corp, che ha aperto il portale. Tuttavia, il mostro si rivela un essere gentile che si sentiva solo in un mondo pieno di dolci e ha rapito i ragazzi per avere un po' di compagnia, e i ragazzi, non più spaventati, si divertono e diventano suoi amici, fin quando Capitan Man e Kid Danger arrivano nella dimensione e, picchiando il "mostro" senza ascoltarlo, riportano i ragazzi nella dimensione originale distruggendo il portale che conduce all'altra, lasciando la creatura sola, fin che non scopre che nel suo mondo c'è ancora Oliver.
- Nota: Questo episodio è ispirato alla serie Netflix Stranger Things.

## Papera di gomma
- Titolo originale: Rubber Duck
- Diretto da: Mike Caron
- Scritto da: Dan Schneider e Hayes Jackson

### Trama
I genitori di Henry vanno a Toronto e gli dicono di non toccare una preziosa macchina giocattolo, di non mangiare l'uovo sodo, di non fare feste in casa e di invitare solo Charlotte. Ma ovviamente durante la loro assenza succederanno cose pazzesche a casa Hart...

## Il gas afflosciante
- Titolo originale: Flabber Gassed
- Diretto da: Adam Weissman
- Scritto da: Christopher J. Nowak

### Trama
Capitan Man e Kid Danger affrontano un criminale di Asciugamani chiamato Barile che prende ordini dal "Re degli asciugamani", un super-cattivo molto bizzarro che appena vede i due spruzza loro il gas afflosciante. Inoltre Charlotte e Jasper controllano i corpi di Henry e Ray per farli muovere dato che non possono a causa del gas